# Київська пектораль (2008)
16-та церемонія вручення нагород премії «Київська пектораль»

27 березня 2008 року
< 15-та Церемонії вручення 17-та >
16-та церемонія вручення нагород премії «Київська пектораль» за заслуги в галузі театрального мистецтва відбулась 27 березня 2008 року в приміщенні Національно драматичного театру імені Івана Франка.

## Номінати та переможці
★Переможців виділено окремим кольором.

### Основні категорії
| Категорії                                       | Лауреати та номінанти | Лауреати та номінанти | Лауреати та номінанти |
| ----------------------------------------------- | --- | --- | --- |
| Найкраща драматична вистава                     | ★ «Четверта сестра» (режисер Станіслав Мойсеєв, Молодий театр)                                                                         | ★ «Четверта сестра» (режисер Станіслав Мойсеєв, Молодий театр)                                                                       | ★ «Четверта сестра» (режисер Станіслав Мойсеєв, Молодий театр)                                                                       |
| Найкраща драматична вистава                     | • «Останній герой» (реж. Дмитро Богомазов, Театр драми та комедії на Лівому березі Дніпра)                                             | | |
| Найкраща драматична вистава                     | • «Гравці» (реж. Олег Ліпцин, Театр на Подолі)                                                                                         | | |
| Найкраща режисерська робота                     | | ★ Дмитро Богомазов — «Жінка з минулого». Театр Вільна сцена                                                                          | ★ Дмитро Богомазов — «Жінка з минулого». Театр Вільна сцена                                                                          |
| Найкраща режисерська робота                     | • Олег Ліпцин — «Гравці». Театр на Подолі                                                                                              | | |
| Найкраща режисерська робота                     | • Станіслав Мойсеєв — «Четверта сестра». Молодий театр                                                                                 | | |
| Найкраща вистава камерної сцени                 | ★ «Четверта сестра», Театр Вільна сцена                                                                                                | ★ «Четверта сестра», Театр Вільна сцена                                                                                              | ★ «Четверта сестра», Театр Вільна сцена                                                                                              |
| Найкраща вистава камерної сцени                 | • «Оскар Богу», Театр Сузір'я | | |
| Найкраща вистава камерної сцени                 | • «Солдатики», Театр ім. Лесі Українки                                                                                                 | | |
| Найкращий акторський дебют                      | | ★ Станіслав Дудник — за роль Колі у виставі «Четверта сестра», Молодий театр                                                         | ★ Станіслав Дудник — за роль Колі у виставі «Четверта сестра», Молодий театр                                                         |
| Найкращий акторський дебют                      | • Станіслав Дудник — за роль Дормедонта у виставі «Право на любов», Молодий театр                                                      | | |
| Найкращий акторський дебют                      | • Валерія Ходос — за роль Коломби у виставі «Голубка», Молодий театр                                                                   | | |
| Найкраща сценографія                            | ★ Володимир Карашевський — «Четверта сестра». Молодий театр, Театр Вільна сцена                                                        | ★ Володимир Карашевський — «Четверта сестра». Молодий театр, Театр Вільна сцена                                                      | ★ Володимир Карашевський — «Четверта сестра». Молодий театр, Театр Вільна сцена                                                      |
| Найкраща сценографія                            | • «Оскар Богу», Театр Сузір'я | | |
| Найкраща сценографія                            | • «Солдатики», Театр ім. Лесі Українки                                                                                                 | | |
| Найкраще виконання чоловічої ролі               | | ★ Олександр Кобзар — за роль Віктора у виставі «Останній герой», Київський академічний театр драми і комедії на лівому березі Дніпра | ★ Олександр Кобзар — за роль Віктора у виставі «Останній герой», Київський академічний театр драми і комедії на лівому березі Дніпра |
| Найкраще виконання чоловічої ролі               | • Дмитро Панчук — за роль Оповідача у виставі «Кавказьке крейдяне коло», Національний академічний драматичний театр імені Івана Франка | | |
| Найкраще виконання чоловічої ролі               | • Анатолій Ященко — за роль Роберта у виставі «Рожевий міст», Театр драми та комедії на Лівому березі Дніпра                           | | |
| Найкраще виконання жіночої ролі                 | | ★ Римма Зюбіна — за роль Тані у виставі «Четверта сестра», Молодий театр                                                             | ★ Римма Зюбіна — за роль Тані у виставі «Четверта сестра», Молодий театр                                                             |
| Найкраще виконання жіночої ролі                 | • Катерина Качан — за роль Ромі у виставі «Жінка з минулого», Театр Вільна сцена                                                       | | |
| Найкраще виконання жіночої ролі                 | • Леся Самаєва — за роль Люсі у виставі «Останній герой», Київський академічний театр драми і комедії на лівому березі Дніпра          | | |
| Найкраще виконання чоловічої ролі другого плану | | ★ Володимир Кузніцов — за роль Замухришкіна у виставі «Гравці», Театр на Подолі                                                      | ★ Володимир Кузніцов — за роль Замухришкіна у виставі «Гравці», Театр на Подолі                                                      |
| Найкраще виконання чоловічої ролі другого плану | • Олександр Гетьманський — за роль Акіма Юсова у виставі «Тепленьке місце», Театр ім. Лесі Українки                                    | | |
| Найкраще виконання чоловічої ролі другого плану | • Олександр Печериця — за участь у виставі «Весілля Фігаро», Національний академічний драматичний театр імені Івана Франка             | | |
| Найкраще виконання жіночої ролі другого плану   | | ★ Тамара Яценко — за роль мадам Олекснадри у виставі «Голубка», Молодий театр                                                        | ★ Тамара Яценко — за роль мадам Олекснадри у виставі «Голубка», Молодий театр                                                        |
| Найкраще виконання жіночої ролі другого плану   | • Вікторія Авдєєва — за роль Сусідки у виставі «Четверта сестра», Молодий театр                                                        | | |
| Найкраще виконання жіночої ролі другого плану   | • Ганна Васильєва — за роль Роксани у виставі «Спалюємо сміття», Молодий театр                                                         | | |
| Найкраща режисерський дебют                     | | ★ Кирило Кашліков — «Солдатики», Театр ім. Лесі Українки                                                                             | ★ Кирило Кашліков — «Солдатики», Театр ім. Лесі Українки                                                                             |
| Найкраща режисерський дебют                     | • Юлія Масляк — «Право на любов», Молодий театр                                                                                        | | |
| Найкраща режисерський дебют                     | • Катерина Степанкова — «Рожевий міст», Театр драми та комедії на Лівому березі Дніпра                                                 | | |
| Найкраща музична концепція вистави              | ★ Олександр Курій, вистава «Останній герой», Київський академічний театр драми і комедії на лівому березі Дніпра                       | ★ Олександр Курій, вистава «Останній герой», Київський академічний театр драми і комедії на лівому березі Дніпра                     | ★ Олександр Курій, вистава «Останній герой», Київський академічний театр драми і комедії на лівому березі Дніпра                     |
| Найкраща музична концепція вистави              | • Лариса Паріс, вистава «Несамовита ніжність Медеї», Театральна майстерня «Сузір'я»                                                    | | |
| Найкраща музична концепція вистави              | • Володимир Соляник, вистава «Четверта сестра», Молодий театр                                                                          | | |
| Найкраща сценографія                            | ★ Володимир Карашевський, вистава Четверта сестра", Молодий театр                                                                      | ★ Володимир Карашевський, вистава Четверта сестра", Молодий театр                                                                    | ★ Володимир Карашевський, вистава Четверта сестра", Молодий театр                                                                    |
| Найкраща сценографія                            | • Олег Чорний, Дмитро Богомазов, вистава «Жінка з минулого». Театр Вільна сцена                                                        | | |
| Найкраща сценографія                            | • Олег Луньов, вистава «Останній герой», Київський академічний театр драми і комедії на лівому березі Дніпра                           | | |

### Спеціальні нагороди
- Премію в номінації «Подія року» отримав Раду Поклітару  за сукупність яскравих прем'єр театру «Київ Модерн-балет»: «Болеро» Моріса Равеля; «Дощ» на музику Йоганна Баха; «Веронський міф: Шекспірименти» на музику Георга Генделя, Петра Чайковського та доби Ренесансу; «Лускунчик» Петра Чайковського.